# Удовік Сергій Леонідович
Сергій Леонідович Удовік (26 серпня 1956, Київ) – український видавець, політолог, письменник, журналіст, фотограф, аналітик. Член Національної спілки журналістів України. Генеральний директор і головний редактор видавництва «Ваклер». Автор більше сотні робіт різної тематики.

## Біографія
У 1979 р. закінчив з відзнакою Київський політехнічний інститут, факультет електроакустики, за фахом гідроакустика. Після закінчення працював у різних інноваційних областях техніки.
В НДІ «Квант» займався розробкою ультразвукової медичної апаратури та дослідами у сфері магнітотерапії та інфразвуку.
В 1979-1993 рр. працював в системі Академії наук. Займався дослідженнями з вестибулярної стійкості космонавтів, вивченням викликаних потенціалів дельфінів. 
У 1982 році отримав медаль «В пам’ять 1500-річчя Києва».
В СКТБ з ОП ІНМ АН УРСР на посаді інженер-конструктора І категорії, потім провідного конструктора розробляв технології та пристрої неруйнівного контролю ріжучого надтвердого інструменту і контролю процесів обробки металокераміки з використанням акустичної емісії. Був доповідачем на міжнародній конференції з металокераміки за участі США, Японії, ФРН та ін. (Москва, МІСС 1989). Автор 4 Авторських свідоцтв із цієї тематики.
З 1993 року генеральний директор МП «Ваклер», а з 1995 – генеральний директор і головний редактор видавництва «Ваклер».
Було видано низку робіт К.Г. Юнга, серед яких за перекладом С.Л. Удовіка «Психологию и алхимию», «О природе психе», «Видения Зосима», а також «Синхронию» сумісно з О. Чистяковим.
У 1998-2002 рр. активно друкувався в газетах «Дзеркало тижня» і «День». Автор більш як сотні аналітичних статей, присвячених економічним, монетарним, культурологічним і цивілізаційним проблемам, питанням глобалізації, інформаційному суспільству, політичній психології та історії України. Займався політичним консультуванням.
У 2000 році прослухав спеціальний курс у Школі державного управління ім. Дж.Ф. Кеннеді (Гарвардський університет, США) за темою «Гарвардська програма національної безпеки України».
У 1990-1991 роках входив до Народного Руху України.
У 2002 р. балотувався у народні депутати України по спискам партії «Нова генерація України». Партія зайняла 15 місце із 34 і набрала 0,77%. Був ідеологом партії з нової кадрової політики у системі державної влади та органів місцевого самоврядування шляхом приведення до влади всіх рівнів нової генерації політиків-державотворців.
У 2012 р. включений як фахівець із глобалістики в енциклопедичне видання в розділ «Персоналії».
В останні роки на порталі «Хвиля» вийшли цикли статей «Битва за модерн» (10 статей) і «Україна в постмодерні» (20 статей) та ін. статті на актуальні теми.
Участь у KyivPhotoWeek 2018, 2020. Організатори – Art Spatium Foundation, Tuzov Gallery, Tumasoff Gallery.
Спільний фотоартпроєкт з Іриною Семенютою «Entrance» (Ірина Семенюта – живопис, Сергій Удовік – фотографія).
Демонструвався на виставках:
- 18 травня 2018 р. в Інституті проблем сучасного мистецтва Національної академії мистецтв України на виставці «Воронка часу» в рамках Kyiv Art Week. Куратори: Вікторія Бурлака, Андрій Сидоренко, Влад Тузов
- 1 червня 2018 р. в КВЦ Парковий. 1-й Всеукраїнський щорічний конкурс архітектури та урбаністики Ukrainian Urban Awards 2018
- 12-13 червня 2018 р. в Інституті проблем сучасного мистецтва Національної академії мистецтв України на фестивалі сучасного жіночого мистецтва Ukrainian Contemporary Women’s Art Fest
- 10-17 жовтня 2018 р. в галереї Domus Romana (Рим, Італія) під патронатом Посольства України в Італії
- 17-27 січня 2019 р. у Центральному Будинку Художника на виставці Art Life Style 2019
- 26 березня – 26 квітня 2019 р. у Національному музеї Тараса Шевченка. Виставка-перформанс «Інтелект – це модно». Куратор – Тетяна Іващенко

### Автор книжок
- «Государственность Украины. Истоки и перспективы» (К., 1999)
- «Какая Украина нам нужна» (К., 2001)
- «Глобализация: семиотические подходы» (М., 2002)
- «Історія Русі-України» (К., 2010)
- «100 визначних місць України» (К., 2006, 2007, 2008, 2009, 2010, 2012)
- «Украина. Исторические места» (К., 2005, 2008, 2012)
- «Київ» (К., 2006, 2007, 2008, 2009, 2010, 2011)
- «Крым» (К., 2004)
- «Знаменитые киевляне» (К., 2017)
- «Україна дивує!: посіб. серії "Шкільна бібліотека" для 5-9 кл. закл. заг. серед. освіти» (К., 2020)[4]
- «Україна. Історія великої Держави» (К.: Основа-принт Плюс, 2021)

### Автор фотоальбомів
- «Київ. Моя любов» (2008, 2010)
- «Україна» (2009, 2011, 2019)
- «Київські етюди» (2011)
- «Україна. Країна і люди» (2011)
- «Україна вітає» (2012)
- «Вильгельм Котарбинский» (2015)
- «Київ у мистецтві» (2018)

### Співавтор монографій
- Макрохристианский мир в эпоху глобализации // 2 том коллективной монографии «Цивилизационная структура современного мира» в 3-х т., 4 кн. под ред. Ю.Н. Пахомова, Ю.В. Павленко. – К.: Наукова думка, 2007. – 692 с.
- Русь-Україна: становлення державності. Т. 1: Русь-Україна: с найдавніших часів до створення імперії. К., 2011. (у співавторстві з Ю. Мірошниченком)
- Русь-Україна: становлення державності: Т. 2: Русь-Україна: від імперії до незалежності. К., 2011 (у співавторстві з Ю. Мірошниченком)